# NGC 6154
NGC 6154 este o liner situată în constelația Hercule. A fost descoperită în 15 mai 1787 de către William Herschel. Se află la o distanță de 90 de megaparseci de Pământ.